# Сен-Бозиль (Ардеш)
Сен-Бози́ль (фр. Saint-Bauzile, окс. Sant Bauzile) — коммуна во Франции, находится в регионе Рона — Альпы. Департамент коммуны — Ардеш. Входит в состав кантона Шомерак. Округ коммуны — Прива.
Код INSEE коммуны 07219.
Коммуна расположена приблизительно в 500 км к югу от Парижа, в 125 км южнее Лиона, в 9 км к юго-востоку от Прива.

## Население
Население коммуны на 2008 год составляло 265 человек.
| 1962 | 1968 | 1975 | 1982 | 1990 | 1999 | 2008 |
| ---- | ---- | ---- | ---- | ---- | ---- | ---- |
| 98   | 135  | 105  | 124  | 153  | 183  | 265  |

## Экономика
В 2007 году среди 181 человека в трудоспособном возрасте (15-64 лет) 133 были экономически активными, 48 — неактивными (показатель активности — 73,5 %, в 1999 году было 76,5 %). Из 133 активных работали 120 человек (68 мужчин и 52 женщины), безработных было 13 (3 мужчин и 10 женщин). Среди 48 неактивных 20 человек были учениками или студентами, 8 — пенсионерами, 20 были неактивными по другим причинам.

## Интересные факты
- 13 мая 1948 года в авиакатастрофе в Сен-Бозиль погибла младшая сестра Джона Кеннеди, Кэтлин Кеннеди Кавендиш[3][4][5]